# جويل (رواية)
جويل هي رواية كتبها بريت لوت، والتي اُختيرت ضمن قائمة نادي أوبرا للكتاب.

## الملخص
العام هو 1943 والحياة جيدة بالنسبة لجويل هيلبورن وزوجها ليستون وأطفالهما الخمسة. على الرغم من استمرار الحرب، إلا أن اقتصاد ولاية ميسيسيبي يزدهر، مما يوفر الكثير من الأعمال للعائلة التي تعمل بجد. حتى الأخبار التي تفيد بتجنيد الابن الأكبر جيمس تُخفف من حدتها حقيقة أن جويل التي تبلغ الآن 40 عامًا، حامل بطفل أخير. ومع ذلك، تبددت فرحتها قليلاً عندما وصلت صديقة طفولتها كاثيدرال إلى الباب بنبوءة مثيرة للقلق: "أقول لك إن الطفل الذي تحملينه سيكون صعبًا عليك، ليكون بمثابة اختبار لك في هذا العالم. هذه هي نبوءتي". لك يا آنسة جويل."
عندما يُولد الطفل أخيرًا، يبدو أن تنبؤات كاثيدرال كانت فارغة: يبدو الطفل طبيعيًا في كل شيء. مع مرور الأشهر، أصبحت جويل خائفة بشكل متزايد من وجود خطأ ما مع بريندا كاي الصغيرة - فهي لا تبكي ولا تتدحرج ونادرا ما تستيقظ على الإطلاق. في نهاية المطاف، يأخذ الزوج والزوجة الطفلة إلى الطبيب ويخبرانها بأنها "مغفلة منغولية"، ومن غير المتوقع أن تعيش بعد سن الثانية. ترفض جويل بغضب اقتراح الطبيب بأن يضعا بريندا كاي في مؤسسة. وبدلاً من ذلك، تتحمل عائلة هيلبورن الأعباء - وتكتشف البهجة غير المتوقعة - للعيش مع طفل مصاب بمتلازمة داون.

## فيلم أو تلفزيون أو اقتباسات مسرحية
- حُولت الرواية إلى فيلم تلفزيوني عام 2001، من بطولة فرح فوسيت في الدور الرئيسي. [2]